# Colombie aux Jeux olympiques d'été de 1992
La Colombie a participé aux Jeux olympiques d'été de 1992 qui se sont déroulés du 25 juillet au 9 août 1992 à Barcelone, en Espagne. Il s'agit de sa treizième participation à des Jeux d'été. Elle n'a remporté qu'une seule médaille de bronze durant cette compétition.

## Liste des médaillés colombiens
| Médaille | Nom             | Sport      | Épreuve    |
| -------- | --------------- | ---------- | ---------- |
| Bronze   | Ximena Restrepo | Athlétisme | 400 mètres |